# Znanstveno-tehnologijski park
Znanstveno-tehnologijski park, u Republici Hrvatskoj trgovačko društvo koje se osniva radi komercijalizacije znanstvenih rezultata, poticanja suradnje znanstvenika i gospodarstvenika i jačanja na znanosti temeljenog gospodarstva. Suglasnost za korištenje naziva znanstveno–tehnologijskog parka daje ministar na prijedlog Nacionalnog vijeća za znanost, visoko obrazovanje i tehnološki razvitak. Znanstveno-tehnologijski park uživa porezne olakšice i druge pogodnosti kojima se potiče ostvarivanje njegovih ciljeva, u skladu sa zakonom.